# Lasionycta sedilis
Lasionycta sedilis är en fjärilsart som beskrevs av John Bernhard Smith 1899. Lasionycta sedilis ingår i släktet Lasionycta och familjen nattflyn. Inga underarter finns listade i Catalogue of Life.